# Шайрат (військова авіабаза)
Аеродром Шайрат (араб. مطار باسل الأسد الدولي‎‎; IATA: нема, ICAO: нема) — військовий аеродром, розташований за 30 км на південний схід від міста Хомс в Сирії, поблизу однойменного міста Шайрат.
База Шайрат має аеродром з трикілометровою основною злітно-посадковою смугою, що дає можливість приймати літаки всіх типів, а також є запасна смуга, станом на листопад 2015 завершуються роботи з її підготовки, також є 45 укріплених авіаційних ангарів.

## Історія
На аеродромі базуються частини ВПС Сирії:
- 7-ма авіаційна ескадрилья на літаках МіГ-25П/Р
- 675-та авіаційна ескадрилья на літаках МіГ-23МФ
- 677-ма авіаційна ескадрилья на літаках Су-22М2
- 685-та авіаційна ескадрилья на літаках Су-22М4

### Інтервенція Росії в Сирію
Плани використати для розміщення підсилення Авіаційної групи військово-космічних сил Росії в Сирії були відомі до їхнього фактичного втілення.
17 листопада 2015 року, під час відеопрезентації російського Міноборони була показана карта, на які неподалік бази Шайрат були позначені позиції 5-ї гаубичної артилерійської батареї (6×152 мм 2А65 «Мста-Б») 120-ї гвардійської артилерійської бригади російської армії, розгорнуті в районі з 6 листопада. Також на карті було видно, що станом на 6 листопада на аеродромі Шайрат знаходяться 4 ударних вертольоти Мі-24 та один транспортний Мі-8.
На супутникових знімках зроблених «Airbus Defence and Space» на початку листопада 2015 року було видно, що інфраструктура на базі проходить оновлення, більша частина південної злітно-посадкової смуги отримала нове асфальтове покриття. Також на знімках було видно 4 гелікоптери Мі-24 та 1 гелікоптер Мі-8 розфарбованих в кольори російських військово-космічних сил, які непритаманні сирійським ВПС.
Артилерійська батарея розташована таким чином, що може надавати прикриття для авіабази та підтримку про-ассадівським силам в районі Махін.
База Шайрат може бути необхідна російським військовим космічним силам для розвитку операцій на півдні та сході Сирії. Зокрема, для розвитку наступу в районі Пальміри і далі на схід — в Дейр-ез-Зор, адже перша база в «Хмеймім» (провінція Латакія) розташована надто далеко, що не дає можливості використовувати штурмову авіацію та літаки. Російські ВКС уже використовують Шайрат як аеродром підскоку.
Близькі до режиму Ассада ЗМІ повідомили, що в березні 2016 року Російські збройні сили розмістили на базі вертольоти Мі-28Н для надання підтримки з повітря операцій в районі Пальміри. Також на супутникових знімках були помічені 4 вертольоти Ка-52.

## Втрати Сирійської авіації
14 лютого 2013 року літак Су-22М4 677-ї ае 50-ї бригади ВПС Сирії, пілотований полковником Ісмаїлем Мансур Генемом, був підбитий ракетою ПЗРК при виконанні бойового завдання над районом Мааррет-ен-Нууман. Льотчик намагався долетіти до бази, але через повну відмову двигунів літак впав і розбився в районі н. п. Морек. Полковник Ганем загинув.
25 липня 2013 року літак Су-22М3 685-ї ае 50-ї бригади ВПС Сирії, керований заступником командира ескадрильї полковником Малік Мухаммад Аббасом завдавав ударів у районі Манбідж. Над ціллю літак був підбитий вогнем зенітних засобів і отримав істотні пошкодження. Літак, намагаючись уникнути катапальтування над зайнятою супротивником територією, залишався в кабіні навіть після спрацювання табло «Пожежа двигуна», подолавши відстань у 80 км намагався виконати вимушену посадку в аеродромі Табка, але через відмову всіх гідросистем Су-22 розбився на передпосадковій прямій. Льотчик загинув.

### Ракетний удар США 2017

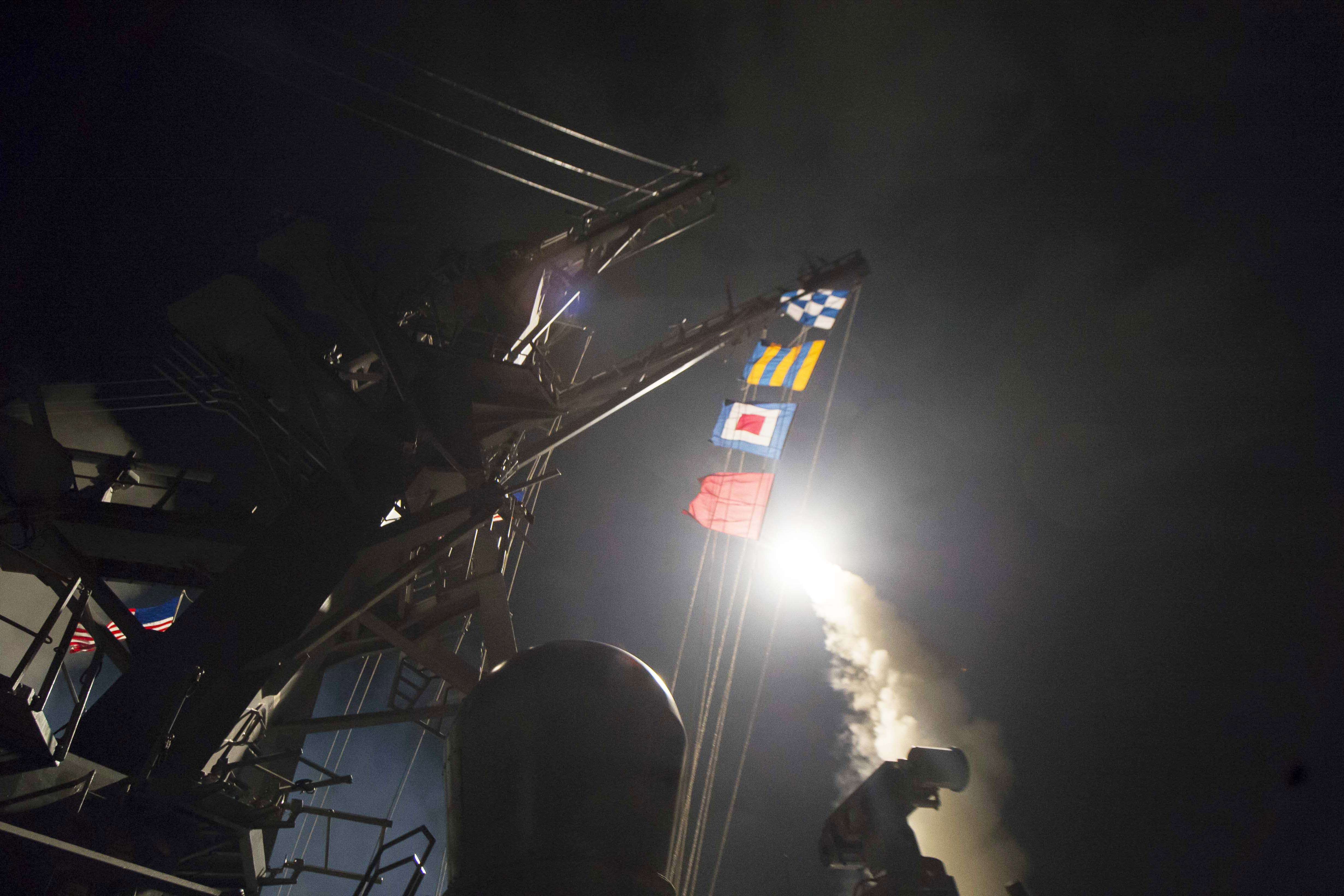
Атака американськими ракетами «Томагавк» по базі Шайрат

За даними американських військових, а також місцевих спостерігачів хімічна атака на Хан-Шейхун була здійснена літаком, що вилетів з авіабази Шайрат за безпосереднім наказом Башара Ассада.
7 квітня 2017 року у відповідь на хімічну атаку ВМС США здійснили ракетний удар по авіабазі із застосуванням крилатих ракет «Томагавк».
Знищено близько 20 літаків. Руйнувань зазнала інфраструктура летовища, ділянки посадкової смуги, сирійська військова авіація, склади боєзапасів та пального. Американські військові вжили всіх заходів, аби не зачепити російську військову техніку та персонал авіабази, а також уникнути жертв серед цивільних. На додачу, російські військові були заздалегідь поінформовані про ракетний удар.